# Källén-Lehmann-Darstellung
Die Källén-Lehmann-Darstellung, nach Gunnar Källén und Harry Lehmann, oder spektrale Darstellung ist eine Darstellung von Propagatoren in der Quantenfeldtheorie. Die Källén-Lehmann-Darstellung ist exakt, beruht also nicht auf störungstheoretischen Näherungen. Sie lautet für ein skalares Feld im Ortsraum:
{\displaystyle \langle \Omega |T\{\phi (x)\phi (y)\}|\Omega \rangle =\int {\frac {\mathrm {d} ^{4}p}{(2\pi )^{4}}}e^{-\mathrm {i} p(x-y)}\mathrm {i} \int _{0}^{\infty }\mathrm {d} q^{2}{\frac {\rho (q^{2})}{p^{2}-q^{2}+\mathrm {i} \epsilon }}}
Dabei ist
- {\displaystyle \langle \Omega |T\{\phi (x)\phi (y)\}|\Omega \rangle } der Propagator des Quantenfelds {\displaystyle \phi } vom Raumzeitpunkt {\displaystyle x} nach {\displaystyle y} und
- {\displaystyle \rho (q^{2})} die Spektraldichte.

Man definiert
{\displaystyle \Pi (p^{2})=\int _{0}^{\infty }\mathrm {d} q^{2}{\frac {\rho (q^{2})}{p^{2}-q^{2}+\mathrm {i} \epsilon }}}
als (bis auf numerische Faktoren) die Fouriertransformierte des Propagators als Propagator im Impulsraum.

## Spektraldichte
Die Spektraldichte eines Feldes {\displaystyle \rho (p^{2})} ist definiert über
{\displaystyle 2\pi \Theta (p^{0})\rho (p^{2})=\sum _{X}\prod _{j\in X}\int {\frac {\mathrm {d} ^{3}{\vec {p}}_{j}}{(2\pi )^{3}}}{\frac {1}{2p_{j}^{0}}}\delta ^{(4)}(p-p_{X})\left|\langle \Omega |\phi (0)|X\rangle \right|^{2}}
mit 
- der Heaviside-Funktion {\displaystyle \Theta },
- physikalischen Vielteilchen-Zuständen {\displaystyle |X\rangle } und
- Viererimpulsen der einzelnen Teilchen {\displaystyle p_{j}} im Vielteilchenzustand.

Die Spektraldichte ist ein Lorentzskalar und kann daher nur von {\displaystyle p^{2}} abhängen. Da {\displaystyle |X\rangle } nur physikalische Zustände mit {\displaystyle p_{X}^{2}\geq 0,p_{X}^{0}>0} umfasst, folgt für den physikalisch sinnvollen Definitionsbereich der Spektraldichte {\displaystyle p^{2}\geq 0,p^{0}>0}. Für {\displaystyle p^{2}<0} kann sie identisch Null gesetzt werden. Da die Größe auf der rechten Seite der Gleichung stets größer gleich Null ist, ist auch die Spektraldichte für {\displaystyle p^{2}\geq 0} nichtnegativ.
Die Spektraldichte folgt aus dem optischen Theorem zu
{\displaystyle \rho (p^{2})=-{\frac {1}{\pi }}\operatorname {Im} \Pi (p^{2})},
ist also proportional zum Imaginärteil des Propagators. Da der Propagator nur genau dann einen Imaginärteil hat, wenn das Feld auf der Massenschale ist oder wenn das Teilchen schwer genug ist, in leichtere Teilchen mit Massen {\displaystyle m_{1},m_{2}} zu zerfallen, hat die Spektraldichte eine Singularität bei {\displaystyle p^{2}=m^{2}} und einen kontinuierlichen Anteil für {\displaystyle p^{2}>(m_{1}+m_{2})^{2}}.

## Herleitung
Die Zweipunktfunktion {\displaystyle \langle \Omega |\phi (x)\phi (y)|\Omega \rangle } ohne Zeitordnung kann durch Einschieben einer Eins in Form von
{\displaystyle 1=\sum _{X}\prod _{j\in X}\int {\frac {\mathrm {d} ^{3}{\vec {p}}_{j}}{(2\pi )^{3}}}{\frac {1}{2p_{j}^{0}}}|X\rangle \langle X|}
geschrieben werden. Weiteres Einfügen von Einsen in Form von {\displaystyle \exp(\mathrm {i} Px)\exp(-\mathrm {i} Px)} respektive dem Analogon mit {\displaystyle y} mit dem Impulsoperator {\displaystyle P} führt zu:
{\displaystyle \langle \Omega |\phi (x)\phi (y)|\Omega \rangle =\sum _{X}\prod _{j\in X}\int {\frac {\mathrm {d} ^{3}{\vec {p}}_{j}}{(2\pi )^{3}}}{\frac {1}{2p_{j}^{0}}}\langle \Omega |e^{\mathrm {i} Px}e^{-\mathrm {i} Px}\phi (x)e^{\mathrm {i} Px}e^{-\mathrm {i} Px}|X\rangle \langle X|e^{\mathrm {i} Py}e^{-\mathrm {i} Py}\phi (y)e^{\mathrm {i} Py}e^{-\mathrm {i} Py}|\Omega \rangle }
Aus der Wirkung des Impulsoperators auf die verschiedenen Objekte – das Vakuum ist invariant {\displaystyle \exp(\mathrm {i} Px)|\Omega \rangle =|\Omega \rangle }, der Impulsoperator auf einen Zustand gibt seinen Impuls {\displaystyle \exp(\mathrm {i} Px)|X\rangle =\exp(\mathrm {i} p_{X}x)|X\rangle } und als Generator von Translationen verschiebt er Felder {\displaystyle \exp(-\mathrm {i} Px)\phi (x)\exp(\mathrm {i} Px)=\phi (0)} – sowie dem Einschieben einer Delta-Distribution folgt
{\displaystyle \langle \Omega |\phi (x)\phi (y)|\Omega \rangle =\int {\frac {\mathrm {d} ^{4}p}{(2\pi )^{4}}}e^{-\mathrm {i} p(x-y)}\left[\sum _{X}\prod _{j\in X}\int {\frac {\mathrm {d} ^{3}{\vec {p}}_{j}}{(2\pi )^{3}}}{\frac {1}{2p_{j}^{0}}}\delta ^{(4)}(p-p_{X})\langle \Omega |\phi (0)|X\rangle \langle X|\phi (0)|\Omega \rangle \right]=\int {\frac {\mathrm {d} ^{4}p}{(2\pi )^{3}}}e^{-\mathrm {i} p(x-y)}\rho (p^{2})}
Erneutes Einfügen einer Delta-Distribution ergibt:
{\displaystyle \langle \Omega |\phi (x)\phi (y)|\Omega \rangle =\int _{0}^{\infty }\mathrm {d} q^{2}\rho (q^{2})\int {\frac {\mathrm {d} ^{4}p}{(2\pi )^{3}}}e^{-\mathrm {i} p(x-y)}\theta (p^{0})\delta (p^{2}-q^{2})\equiv \int _{0}^{\infty }\mathrm {d} q^{2}\rho (q^{2})D(x,y,q^{2})}
Die Anwendung des Zeitordnungsoperators auf die Zweipunktfunktion führt in Verbindung mit der mathematischen Identität
{\displaystyle D(x,y,q^{2})\theta (x^{0}-y^{0})+D(y,x,q^{2})\theta (y^{0}-x^{0})=\int {\frac {\mathrm {d} ^{4}p}{(2\pi )^{4}}}e^{\mathrm {i} p(x-y)}{\frac {\mathrm {i} }{p^{2}-q^{2}+\mathrm {i} \epsilon }}}
zur Källén-Lehmann-Darstellung.